# Gary U. S. Bonds/Diskografie
Diese Diskografie ist eine Übersicht über die musikalischen Werke des US-amerikanischen Rock-’n’-Roll- und R&B-Sänger Gary U. S. Bonds.

## US-Diskografie

### Vinyl-Singles

Erste Single: Legrand 1003, September 1960

| A/B-Seite                                                    | Katalog-Nr. | Veröffentlichung |
| ------------------------------------------------------------ | ----------- | ---------------- |
|                                                              | Legrand     |                  |
| New Orleans / Please Forgive Me                              | 1003        | September 1960   |
| Not Me / Give Me One More Chance                             | 1005        | Februar 1961     |
| Quarter to Three / Time Ole Story                            | 1008        | April 1961       |
| School Is Out / One Million Tears                            | 1009        | Juli 1961        |
| School Is In / Trip to the Moon                              | 1012        | Oktober 1961     |
| Dear Lady Twist / Havin’ So Much Fun                         | 1015        | November 1961    |
| Twist, Twist Senora / Food of Love                           | 1018        | März 1962        |
| Seven Day Weekend / Gettin’ a Groove                         | 1019        | Juli 1962        |
| Copy Cat / I’ll Change That Too                              | 1020        | August 1962      |
| Mixed up Faculty / I Dig This Station                        | 1022        | Oktober 1962     |
| Where Did That Naughty Little Girl Go / Do the Limbo with Me | 1025        | Dezember 1962    |
| I Don’t Wanta Wait / What a Dream                            | 1027        | April 1963       |
| No More Homework / She’s Alright                             | 1029        | Juni 1963        |
| Perdido – Part I / Perdido – Part II                         | 1030        | August 1963      |
| My Sweet Ruby Rose / King Kong’s Monkey                      | 1031        | September 1963   |
| Ella Is Yella / The Music Goes Round and Round               | 1032        | Januar 1964      |
| My Little Miss America / You Angel You                       | 1034        | April 1964       |
| Oh Yeah – Oh Yeah / Let Me Go Lover                          | 1035        | August 1964      |
| You Oughta See My Sarah / My Little Room                     | 1036        | April 1965       |
| Do the Bumpsie / Beaches, U.S.A.                             | 1039        | August 1965      |
| Take Me Back to New Orleans / I’m That Kind of Guy           | 1040        | März 1966        |
| Slow Motion / Due to Circumstances Beyond My Control         | 1041        | Dezember 1966    |
| Send Her to Me / Workin’ for My Baby                         | 1043        | März 1967        |
| Call Me for Christmas / Mixed up Faculty                     | 1045        | Dezember 1967    |
| Sarah Jane / What a Crazy World                              | 1046        | April 1968       |
| Havin’ So Much Fun / Dear Lady                               | 1015        | 1971             |
|                                                              | Botanic     |                  |
| I’m Glad You’re Back / Funky Lies                            | 1002        | September 1968   |
|                                                              | Atco        |                  |
| The Star / You Need a Personal Manager                       | 6689        | 1969             |
|                                                              | Sue         |                  |
| One Broken Heart / I Can’t Use You in My Business            | 17          | Oktober 1970     |
|                                                              | EMI America |                  |
| This Little Girl / Way Back When                             | 8079        | April 1981       |
| Jolé Blon / Just Like a Child                                | 8089        | Juli 1981        |
| Out of Work / Bring Her Back                                 | 8117        | Juni 1982        |
|                                                              | Phoenix     |                  |
| Standing In The Line of Fire / Wild Night                    | 71          | 1984             |
| Summertime Fun / Dance to The Beat                           |             | 1985             |

### Langspielplatten
| Titel                        | Katalog-Nr.       | Veröffentlichung |
| Dance ’Til Quarter to Three  | Legrand 3001      | Juli 1961        |
| Twist up Calypso             | Legrand 3002      | März 1962        |
| Greatest Hits                | Legrand 3003      | November 1962    |
| Dedication                   | EMI America 17051 | Juni 1981        |
| On the Line                  | EMI America 17068 | Juni 1982        |
| Certified Soul               | Rhino 805         | 1982             |
| Standing in the Line of Fire | Phoenix 0072      | 1984             |
| The Best of Gary U.S. Bonds  | MCA 905           | 1984             |

## Compact Discs*
| Titel                        | Musiklabel | Veröffentlichung |
| Live                         | BMG        | 1990             |
| The Very Best                | Vivid      | 2006             |
| Certified Soul               | MusicAve   | 2007             |
| Dedication / On The Line     | BGO        | 2009             |
| Let Them Talk                | G.L.A      | 2010             |
| King Biscuit Flower Hour     | King       | 2011             |
| Back in 20                   | G.L.A.     | 2012             |
| Dance ’Till Quarter to Three | Hallmark   | 2012             |
| Greatest Hits                | Hallmark   | 2013             |
| Twist up Calypso             | Hallmark   | 2014             |

* in Deutschland vertrieben

## Chartplatzierungen

### Alben
| Jahr | Titel                       | Höchstplatzierung, Gesamtwochen, AuszeichnungChartplatzierungen (Jahr, Titel, Platzierungen, Wochen, Auszeichnungen, Anmerkungen) | Höchstplatzierung, Gesamtwochen, AuszeichnungChartplatzierungen (Jahr, Titel, Platzierungen, Wochen, Auszeichnungen, Anmerkungen) | Anmerkungen |
| Jahr | Titel                       | UK | US | Anmerkungen |
| ---- | --------------------------- | --- | --- | ----------- |
| 1961 | Dance ’til Quarter to Three | — | US6 (28 Wo.)US |             |
| 1981 | Dedication                  | UK9 (10 Wo.)UK | US27 (20 Wo.)US |             |
| 1982 | On The Line                 | UK55 (5 Wo.)UK | US52 (17 Wo.)US |             |

### Singles
| Jahr | Titel Album           | Höchstplatzierung, Gesamtwochen, AuszeichnungChartplatzierungen (Jahr, Titel, Album, Platzierungen, Wochen, Auszeichnungen, Anmerkungen) | Höchstplatzierung, Gesamtwochen, AuszeichnungChartplatzierungen (Jahr, Titel, Album, Platzierungen, Wochen, Auszeichnungen, Anmerkungen) | Anmerkungen |
| Jahr | Titel Album           | UK | US | Anmerkungen |
| ---- | --------------------- | --- | --- | ----------- |
| 1960 | New Orleans –         | UK16 (11 Wo.)UK | US6 (14 Wo.)US |             |
| 1961 | Quarter To Three –    | UK7 (13 Wo.)UK | US1 (15 Wo.)US |             |
| 1961 | School Is Out –       | — | US5 (11 Wo.)US |             |
| 1961 | School Is In –        | — | US28 (5 Wo.)US |             |
| 1961 | Dear Lady Twist –     | — | US9 (16 Wo.)US |             |
| 1962 | Twist, Twist Senora – | — | US9 (10 Wo.)US |             |
| 1962 | Seven Day Weekend –   | — | US27 (7 Wo.)US |             |
| 1962 | Copy Cat –            | — | US92 (3 Wo.)US |             |
| 1981 | This Little Girl –    | UK43 (6 Wo.)UK | US11 (18 Wo.)US |             |
| 1981 | Jolé Blon –           | UK51 (3 Wo.)UK | US65 (6 Wo.)US |             |
| 1981 | It’s Only Love –      | UK43 (3 Wo.)UK | — |             |
| 1982 | Out Of Work –         | — | US21 (16 Wo.)US |             |
| 1982 | Soul Deep –           | UK59 (3 Wo.)UK | — |             |

## Statistik

### Chartauswertung
|                     | UK    | US    |
| ------------------- | ----- | ----- |
| Nummer-eins-Alben   | UK—UK | US—US |
| Top-10-Alben        | UK1UK | US1US |
| Alben in den Charts | UK2UK | US3US |

|                       | UK    | US     |
| --------------------- | ----- | ------ |
| Nummer-eins-Singles   | UK—UK | US1US  |
| Top-10-Singles        | UK1UK | US5US  |
| Singles in den Charts | UK6UK | US11US |

### Auszeichnungen für Musikverkäufe
| Goldene Schallplatte - Kanada - 1981: für das Album Dedication |

| Land/RegionAuszeichnungen für Musikverkäufe (Land/Region, Auszeichnungen, Verkäufe, Quellen) | Gold  | Platin | Verkäufe | Quellen         |
| -------------------------------------------------------------------------------------------- | ----- | ------ | -------- | --------------- |
| Kanada (MC)                                                                                  | Gold1 | —      | 50.000   | musiccanada.com |
| Insgesamt                                                                                    | Gold1 | —      |          |                 |